# США на літніх Олімпійських іграх 1896
США вперше брали участь на літніх Олімпійських іграх 1896 та були представлені 14-ю спортсменами в трьох видах спорту. Команда посіла перше місце в загальнокомандному заліку, друге за кількістю медалей та встановила олімпійські рекорди.
На цих Олімпійських іграх Сполучені Штати вперше і востаннє офіційно використовували державний прапор із 44 зірками, який відповідав кількості штатів. Хоча штат Юта був приєднаний до Сполучених Штатів 4 січня цього ж року, офіційний прапор із 45 зірками був затверджений 4 липня.

## Медалісти

### Золото
| Золото |                 |                                                |
| №      | Спортсмени      | Вид спорту (дисципліна)                        |
| 1      | Томас Берк      | Легка атлетика (біг на 100 метрів)             |
| 2      | Томас Берк      | Легка атлетика (біг на 400 метрів)             |
| 3      | Роберт Гаррет   | Легка атлетика (штовхання ядра)                |
| 4      | Роберт Гаррет   | Легка атлетика (метання диска)                 |
| 5      | Томас Кертіс    | Легка атлетика (біг на 110 метрів з бар'єрами) |
| 6      | Джеймс Конноллі | Легка атлетика (потрійний стрибок)             |
| 7      | Еллері Кларк    | Легка атлетика (стрибки в довжину)             |
| 8      | Еллері Кларк    | Легка атлетика (стрибки у висоту)              |
| 9      | Джон Пейн       | Стрільба (армійський пістолет, 25 метрів)      |
| 10     | Самнер Пейн     | Стрільба (пістолет, 30 метрів)                 |
| 11     | Уеллс Хойт      | Легка атлетика (стрибки з жердиною)            |

### Срібло
| Срібло |                  |                                           |
| №      | Спортсмени       | Вид спорту (дисципліна)                   |
| 1      | Артур Блейк      | Легка атлетика (біг на 1500 метрів)       |
| 2      | Роберт Гаррет    | Легка атлетика (стрибки в довжину)        |
| 3      | Роберт Гаррет    | Легка атлетика (біг на 400 метрів)        |
| 4      | Герберт Джемісон | Легка атлетика (стрибки у висоту)         |
| 5      | Джеймс Коннолі   | Легка атлетика (стрибки у висоту)         |
| 6      | Самнер Пейн      | Стрільба (армійський пістолет, 25 метрів) |
| 7      | Альберт Тайлер   | Легка атлетика (стрибки з жердиною)       |

### Бронза
| Бронза |                |                                    |
| №      | Спортсмени     | Вид спорту (дисципліна)            |
| 1      | Джеймс Коннолі | Легка атлетика (стрибки в довжину) |
| 2      | Френсіс Лейн   | Легка атлетика (біг на 100 метрів) |

### Спортсмени з кількома медалями
| Ім'я            | Вид спорту     |   |   |   | Разом |
| --------------- | -------------- | - | - | - | ----- |
| Роберт Гаррет   | Легка атлетика | 2 | 2 |   | 4     |
| Джеймс Конноллі | Легка атлетика | 1 | 1 | 1 | 3     |
| Томас Берк      | Легка атлетика | 2 |   |   | 2     |
| Еллері Кларк    | Легка атлетика | 2 |   |   | 2     |
| Самнер Пейн     | Стрільба       | 1 | 1 |   | 2     |

## Здобутки за Штатами
| Прапор | Штат        | Золото | Срібло | Бронза | Всього |
| ------ | ----------- | ------ | ------ | ------ | ------ |
|        | Массачусетс | 7      | 3      | 1      | 11     |
|        | Меріленд    | 2      | 2      | 0      | 4      |
|        | Каліфорнія  | 1      | 0      | 0      | 1      |
|        | Коннектикут | 1      | 0      | 0      | 1      |
|        | Іллінойс    | 0      | 1      | 1      | 2      |
|        | Огайо       | 0      | 1      | 0      | 1      |

## Результати змагань

### Легка атлетика

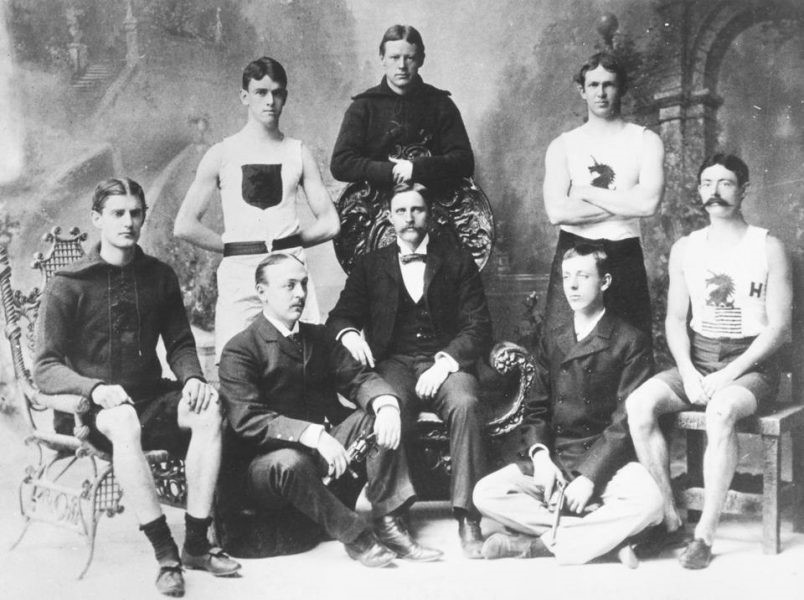
Деякі з учасників легкоатлетичних змагань від США

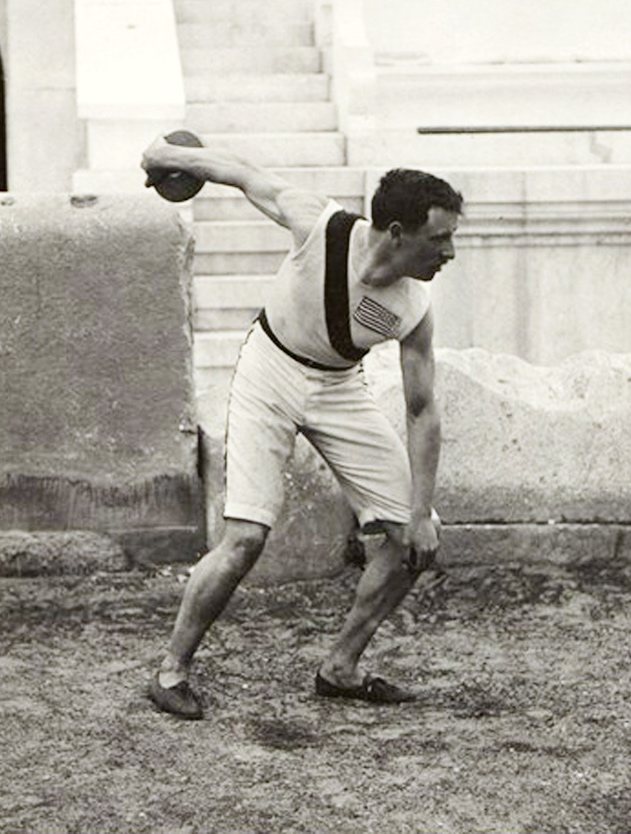
Роберт Гаррет під час метання диска

| Змагання               | Спортсмен        | Попередній раунд | Попередній раунд | Фінал        | Фінал |
| Змагання               | Спортсмен        | Результат        | Місце            | Результат    | Місце |
| ---------------------- | ---------------- | ---------------- | ---------------- | ------------ | ----- |
| 100 метрів             | Том Берк         | 11,8 з OR        | 1                | 12 з         | 1     |
| 100 метрів             | Френсіс Лейн     | 12,2 з OR        | 1                | 12,6 з       | 3     |
| 100 метрів             | Томас Кертіс     | 12,2 з           | 1                | не стартував | —     |
| 400 метрів             | Том Берк         | 58,4 з           | 1                | 54,2 з OR    | 1     |
| 400 метрів             | Герберт Джемісон | 56,8 з OR        | 1                | 55,2 з       | 2     |
| 1500 метрів            | Артур Блейк      |                  |                  | невідомий    | 2     |
| Марафон                | Артур Блейк      |                  |                  | DNF          | —     |
| 110 метрів з бар'єрами | Томас Кертіс     | 18,0 з OR        | 1                | 17,6 з OR    | 1     |
| 110 метрів з бар'єрами | Уеллс Хойт       | невідомий        | 2                | не стартував | —     |
| Стрибки у довжину      | Еллері Кларк     |                  |                  | 6,35 м OR    | 1     |
| Стрибки у довжину      | Роберт Гаррет    |                  |                  | 6,00 м       | 2     |
| Стрибки у довжину      | Джеймс Коннолі   |                  |                  | 5,84 м       | 3     |
| Потрійний стрибок      | Джеймс Коннолі   |                  |                  | 13,71 м OR   | 1     |
| Стрибки у висоту       | Еллері Кларк     |                  |                  | 1,81 м OR    | 1     |
| Стрибки у висоту       | Роберт Гаррет    |                  |                  | 1,65 м       | 2     |
| Стрибки у висоту       | Джеймс Коннолі   |                  |                  | 1,65 м       | 2     |
| Стрибки з жердиною     | Уеллс Хойт       |                  |                  | 3,30 м OR    | 1     |
| Стрибки з жердиною     | Альберт Тайлер   |                  |                  | 3,20 м       | 2     |
| Штовхання ядра         | Роберт Гаррет    |                  |                  | 11,22 м OR   | 1     |
| Штовхання ядра         | Еллері Кларк     |                  |                  | невідомий    | 5-7   |
| Метання диска          | Роберт Гаррет    |                  |                  | 29,15 м OR   | 1     |

### Плавання
| Змагання                   | Спортсмен       | Фінал     | Фінал |
| Змагання                   | Спортсмен       | Результат | Місце |
| -------------------------- | --------------- | --------- | ----- |
| 100 метрів вільним стилем  | Гарднер Вільямс | невідомий | 3-13  |
| 1200 метрів вільним стилем | Гарднер Вільямс | невідомий | 4-8   |

### Стрільба
| Змагання                        | Спортсмен         | Фінал     | Фінал |
| Змагання                        | Спортсмен         | Результат | Місце |
| ------------------------------- | ----------------- | --------- | ----- |
| Армійська гвинтівка, 200 метрів | Чарльз Вальдштайн | невідомий | 14-41 |
| Армійський пістолет, 25 м       | Джон Пейн         | 442       | 1     |
| Армійський пістолет, 25 м       | Самнер Пейн       | 380       | 2     |
| Пістолет, 50 метрів             | Самнер Пейн       | 380       | 1     |